# جزیره آلکاتراز (فیلم)
جزیره آلکاتراز یک فیلم درام آمریکایی محصول ۱۹۳۷ به کارگردانی ویلیام مک گن و نویسندگی کرین ویلبر می‌باشد. در این فیلم جان لیتل، آن شرایدن، مری مگوایر، گوردون اولیور، دیک پرسل و بن ولدن به ایفای نقش پرداخته‌اند. این فیلم توسط برادران وارنر در ۶ نوامبر ۱۹۳۷ منتشر شد.